# Adolf Smekal
Adolf Smekal, punim imenom Adolf Gustav Stephan Smekal (Beč, 12. rujna 1895. – Graz, 7. ožujka 1959.), austrijski teorijski fizičar. Od 1927. bio je profesor u Beču, potom u Halleu, a od 1949. u Grazu. Bavio se fizikom čvrstoga stanja. Poznat je po teoretskom izvodu (1923.), na temelju kvantne teorije, učinka koji je 1928. pokusima dokazao Č. V. Raman (Ramanov učinak).

## Ramanov učinak
Ramanov učinak, Ramanov efekt ili Ramanovo raspršenje (po indijskom fizičaru Č. V. Ramanu) je u osnovi neelastično, nekoherentno raspršenje svjetlosti na nekome materijalu. Ako na materijal pada snop vidljive monokromatske svjetlosti, u raspršenoj se svjetlosti, osim upadne frekvencije (za elastično raspršenje), opaža niz novih spektralnih linija (takozvane Ramanove linije). Promjene frekvencija upadne svjetlosti tih linija jednake su frekvencijama apsorpcijskih vrpca u infracrvenom spektru toga materijala i odgovaraju, dakle, energetskim stanjima promatrane molekule, odnosno kristala. Tu je pojavu teorijski predvidio austrijski fizičar A. Smekal (1923.), a pokusima potvrdio indijski fizičar Č. V. Raman. 